# Liste des interstates en Pennsylvanie
Les Interstates en Pennsylvanie font partie du réseau des autoroutes inter-états et sont entretenues par le Pennsylvania Department of Transportation (PennDOT). L'état compte douze autoroutes principales et onze auxiliaires.

## Autoroutes principales
| Numéro | Longueur (mi) | Longueur (km) | Terminus sud / ouest                                              | Terminus nord / est                                             | Créée | Notes                                                                         |
| ------ | ------------- | ------------- | ----------------------------------------------------------------- | --------------------------------------------------------------- | ----- | ----------------------------------------------------------------------------- |
| I-70   | 167,92        | 270,24        | I-70 à la frontière de la Virginie-Occidentale à Donegal Township | I-70 / US 522 à la frontière du Maryland près de Warfordsburg   | 1956  |                                                                               |
| I-76   | 349,67        | 562,74        | I-76 à la frontière de l'Ohio à North Beaver Township             | I-76 à la frontière du New Jersey à Philadelphie                | 1964  |                                                                               |
| I-78   | 75,23         | 121,07        | I-81 à Union Township                                             | I-78 à la frontière du New Jersey à Williams Township           | 1956  |                                                                               |
| I-79   | 182,72        | 294,06        | I-79 à la frontière de la Virginie-Occidentale à Perry Township   | Bayfront Parkway à Érié                                         | 1956  |                                                                               |
| I-80   | 311,07        | 500,62        | I-80 à la frontière de l'Ohio à Shenango Township                 | I-80 à la frontière du New Jersey à Delaware Water Gap          | 1956  |                                                                               |
| I-81   | 232,63        | 374,38        | I-81 à la frontière du Maryland près de Greencastle               | I-81 à la frontière de l'État de New York près de Hallstead     | 1956  |                                                                               |
| I-83   | 50,80         | 81,80         | I-83 à la frontière du Maryland près de Shrewsbury                | I-81 / US 322 à Harrisburg                                      | 1956  |                                                                               |
| I-84   | 54,55         | 87,79         | I-81 / I-380 / US 6 à Dunmore                                     | I-84 à la frontière de l'État de New York à Matamoras           | 1958  |                                                                               |
| I-86   | 6,99          | 11,25         | I-90 à Greenfield Township                                        | I-86 à la frontière de l'État de New York à North East Township | 1999  |                                                                               |
| I-90   | 46,40         | 74,70         | I-80 à la frontière de l'Ohio à Springfield Township              | I-90 à la frontière de l'État de New York à North East Township | 1956  |                                                                               |
| I-95   | 44,25         | 71,21         | I-95 à la frontière du Delaware près de Marcus Hook               | I-95 à la frontière du New Jersey près de Bristol               | 1956  |                                                                               |
| I-99   | 85,78         | 138,05        | I-70 / I-76 / US 220 près de Bedford                              | I-80 /US 220 près de Bellefonte                                 | 1998  | Sera prolongée jusqu'à la frontière de l'État de New York en suivant la US 15 |
|        |               |               |                                                                   |                                                                 |       |                                                                               |

## Autoroutes auxiliaires
| Numéro       | Longueur (mi) | Longueur (km) | Terminus sud / ouest               | Terminus nord / est                                       | Créée    | Notes |
| ------------ | ------------- | ------------- | ---------------------------------- | --------------------------------------------------------- | -------- | --- |
| I-176        | 11,33         | 18,23         | I-76 à Morgantown                  | US 422 près de Reading                                    | 1964     | |
| I-180        | 28,85         | 46,43         | US 15 / US 220 à Williamsport      | I-80 / PA 147 près de Milton                              | 1984     | |
| I-276        | 29,78         | 47,93         | I-76 à King of Prussia             | I-95 / I-295 à Bristol Township                           | 1964     | |
| I-279        | 13,32         | 21,44         | I-376 / US 22 / US 30 à Pittsburgh | I-79 à Franklin Park                                      | 1972     | |
| I-283        | 2,91          | 4,68          | I-76 près de Highspire             | I-83 / US 322 près de Harrisburg                          | 1972     | |
| I-295        | 10,32         | 16,62         | I-95 / I-276 à Bristol Township    | I-295 à la frontière du New Jersey près de Yardley        | 2018     | |
| I-376        | 84,70         | 136,31        | I-80 / PA 760 à Shenango Township  | I-76 / US 22 à Monroeville                                | 1972     | |
| I-380        | 28,25         | 45,46         | I-80 à Tunkhannock Township        | I-81 / I-84 / US 6 à Dunmore                              | 1973     | |
| I-476        | 132,10        | 212,59        | I-95 à Woodlyn                     | I-81 / US 6 / US 11 à Clarks Summit                       | 1964     | Plus longue autoroute auxiliaire du pays                                                                                   |
| I-576        | 19,20         | 30,90         | I-376 à Findlay Township           | I-79 à Cecil Township                                     | proposée | Route actuellement désignée PA 576 mais sera mise aux normes autoroutières après que la Southern Beltway ait été complétée |
| I-579        | 1,57          | 2,53          | PA 885 à Pittsburgh                | I-279 / US 19 Truck / PA 28 à Pittsburgh                  | 1962     | |
| I-676        | 2,15          | 3,46          | I-76 / US 30 à Philadelphie        | I-676 / US 30 à la frontière du New Jersey à Philadelphie | 1964     | |
| - Non-ouvert |               |               |                                    |                                                           |          | |